# آغوش دیگری
«آغوش دیگری» ترانه‌ای از گروه موسیقی آلترنتیو راک کلدپلی است. این ترانه در آلبوم داستان‌های ارواح (آلبوم کلدپلی) قرار داشت.این آهنگ هیچگاه به عنوان تک‌آهنگ به فروش نرسید اما توانست در چارت موسیقی انگلیس رتبه 70 و در فرانسه رتبه 83 را به دست آورد.

## جدول‌های موسیقی
| جدول (۲۰۱۴)                 | بهترین جایگاه |
| --------------------------- | ------------- |
| فرانسه (اس‌ان‌ئی‌پی)           | ۸۳            |
| ایرلند (ایرما)              | ۷۴            |
| ایتالیا (فیمی)              | ۳۰            |
| سوئیس (شوایزر هیت‌پاراد)     | ۵۲            |
| تک‌آهنگ‌های بریتانیا (اوسی‌سی) | ۷۰            |